# Trichomanes polystromaticum
Trichomanes polystromaticum là một loài dương xỉ trong họ Hymenophyllaceae. Loài này được Bierh. mô tả khoa học đầu tiên năm 1974.
Danh pháp khoa học của loài này chưa được làm sáng tỏ. 